# خدمتکار (فیلم ۱۹۷۴)

آگهی تبلیغاتی فیلم در یکی از روزنامه‌های کثیرالانتشار

خدمتکار (ایتالیایی: La cameriera) یک فیلم کمدی سکسی سبک ایتالیایی به کارگردانی روبرتو بیانکی مونترو است که در سال ۱۹۷۴ منتشر شد. در ایران، این فیلم پیش از انقلاب با نام یک کلفت و یک محله دوبله و در سینماها اکران شد.
این فیلم توسط شرکت نیس فیلم تولید شد. مونترو آن را پشت سر هم با فیلم التهاب در حومه شهر فیلم‌برداری کرد. فیلم در سال ۱۹۷۴ در مناطق مختلف پولیا، اطراف لچه، از جمله گالیپولی، تاوریسانو و دیسو فیلم‌برداری شد و بخش‌هایی نیز در ویلا فرانیت در مالیه ضبط گردید. این فیلم از تاریخ ۲۴ دسامبر ۱۹۷۴ توسط شرکت سِوِن آرتز در سینماهای ایتالیا اکران شد. فیلم حدود ۱۸۰ میلیون لیره ایتالیا فروش داشت.  منتقد فیلم روزنامه کوریره دلا سرا، مائوریتزیو پوررو، نوشت: «مونته‌رو چنان بی‌توجه به منطق و سلیقه‌ی خوب، کارگردانی کرده که آدم کمی مبهوت می‌شود.» او همچنین اشاره کرد: «فیلم‌نامه به مرحله‌ای پیشرفته و عالی از نارسایی رسیده که پرداختن به آن نامناسب است.»

## گزیدهٔ بازیگران
- دانیلا جوردانو
- انتسو مونتندورو
- کارلا کالو
- جاکومو فوریا
- ماریو کُلی
- رزماری لینت
- آنا ملیتا